# 6 mai 1986
Le 6 mai 1986 est le 126e jour de l'année 1986 du calendrier grégorien. Il s'agit d'un mardi.

## Événements
- Sadeq al-Mahdi devient Premier ministre au Soudan. Il est renversé en 1989 par le général Omar el-Béchir à la suite de son alliance avec les intégristes musulmans.

## Naissances
- Cindy Daniel, chanteuse et actrice québécoise.
- Maitre Gims, rappeur chanteur français du groupe Sexion d'assaut.

### Sportifs
- Roman Kreuziger, cycliste sur route tchèque. Vainqueur du Tour de Suisse 2008, du Tour de Romandie 2009 et de l'Amstel Gold Race 2013.

## Arts, culture et médias
- Première émission de 19/20 sur FR3.